# Papillaria catharinensis
Papillaria catharinensis là một loài Rêu trong họ Meteoriaceae. Loài này được Paris miêu tả khoa học đầu tiên năm 1905.